# Giorgos Lillis
Giorgos Lillis (* 1974 in Bielefeld) ist ein deutsch-griechischer Lyriker und Essayist.
Geboren in Deutschland, lebte er während seiner Kindheit und Jugend in Athen und Agrinio. Dort begann er bereits im Alter von 10 Jahren Gedichte zu schreiben. Seit 1996 lebt er wieder in Deutschland. Er ist Literaturkritiker und Essayist und schreibt u. a. für die Zeitung „I Avgi“ (Sonnenaufgang). In Griechenland sind bisher drei Gedichtbände erschienen; einzelne Gedichte von ihm wurden ins Französische, Englische, Italienische und Spanische übersetzt. Zusammen mit seiner Frau Martha Roussakis hat er Werke von Durs Grünbein ins Griechische übertragen. „Im Dunkeln schwebend“ ist 2003 in Griechenland unter die fünf besten Gedichtbände des Jahres gewählt worden.

## Werke
In deutscher Übersetzung:
- Im Dunkeln schwebend. Aus dem Griechischen von Nina Bungarten, Elfenbein Verlag, Berlin 2005, ISBN 3-932245-73-3.